# Avatha gertae
Avatha gertae är en fjärilsart som beskrevs av Kobes 1985. Avatha gertae ingår i släktet Avatha och familjen nattflyn. Inga underarter finns listade i Catalogue of Life.